# Río de Los Palos
El río de los Palos es un curso natural de agua que desemboca en la bahía Gente Grande de la isla Grande de Tierra del Fuego.
Fue también llamado río de Las Vegas.

## Historia
Luis Risopatrón lo describe en su Diccionario Jeográfico de Chile de 1924:: 624 
Palos (Rio de los) 53° 05' 70° 10'. Afluye del S a la orilla E de la bahía jente Grande, de la Tierra del Fuego. 156; i de las Vegas en 1, XXIV, carta 95.